# Liste der Rektoren der Universität Charkiw

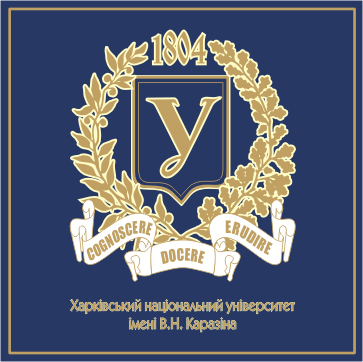
Logo der Universität

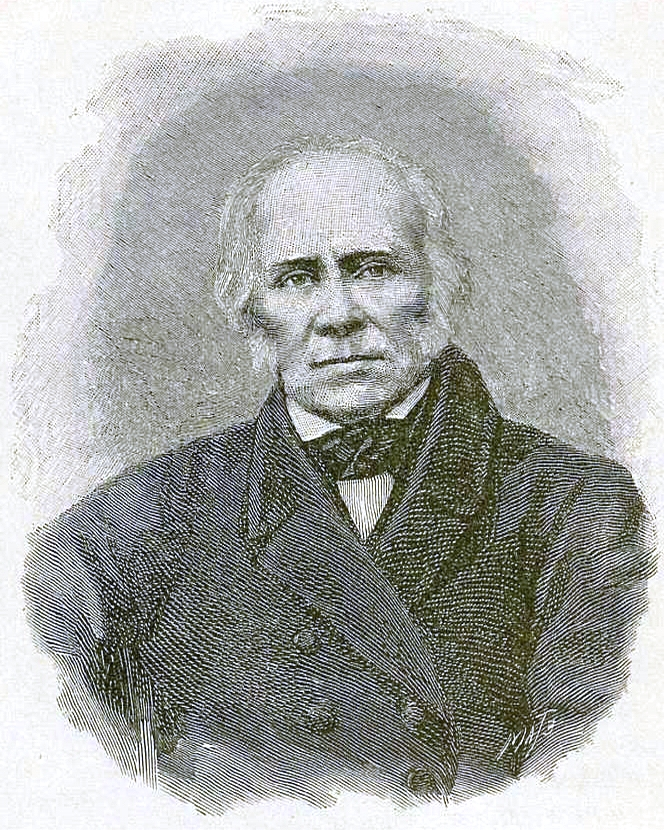
Der Gründer Wassili Karasin zwischen 1893 und 1898

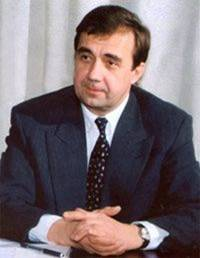
Der aktuelle Rektor Wil Bakirow vor 2012

Die Liste der Rektoren der Universität Charkiw listet die Rektoren der Universität Charkiw seit ihrer Gründung in Charkiw im Jahr 1804 auf.
Bis 1918 hieß die Hochschule Kaiserliche Universität Charkow (Императорский Харьковский университет). Zwischen 1920 und 1921 wurde die Universität als Akademie für Theoretisches Wissen und von 1921 bis 1933 als Charkow-Institut für öffentliche Bildung bezeichnet. 1933 erhielt sie den Namen Staatliche Universität Charkow und von 1936 bis 1999 hieß sie AM Gorki Charkow Staatliche Universität (KSU) (Харьковский государственный университет имени А. М. Горького (ХГУ)). 1999 wurde die Universität in Nationale W.-N.-Karasin-Universität Charkiw benannt.
| Nr.     | Amtszeit              | Name                                                      | Name kyrillisch                          | Lebensdaten |
| ------- | --------------------- | --------------------------------------------------------- | ---------------------------------------- | ----------- |
| Gründer | 1804                  | Wassili Nasarowitsch Karasin                              | Василий Назарович Каразин                | 1773–1842   |
| 1       | 1804–1806             | Iwan Stepanowitsch Rischski                               | Иван Степанович Рижский                  | 1755–1811   |
| 2       | 1807–1808             | Atanasije Stojković                                       | Афанасий Стойкович                       | 1773–1832   |
| 3       | 1808–1811             | Iwan Stepanowitsch Rischski                               | zweite Amtszeit                          | 1773–1842   |
| 4       | 1811–1813             | Atanasije Stojković                                       | zweite Amtszeit                          | 1773–1832   |
| 5       | 1813–1820             | Timofei Fjodorowitsch Ossipowski                          | Тимофей Фёдорович Осиповский             | 1766–1832   |
| 6       | 1821–1826             | Wassili Jakowlewitsch Dschunkowski                        | Васи́лий Я́ковлевич Джунковский            | 1767–1826   |
| 7       | 1826–1829             | Johann Christian Kroneberg                                | Ива́н Яковле́вич Кро́неберг                 | 1788–1838   |
| 8       | 1829–1830             | Andrei Iwanowitsch Dudrowitsch                            | Андрей Ива́нович Дудрович                 | 1782–1830   |
| 9       | 1830–1833             | Nikolai Iwanowitsch Jellinski                             | Николай Иванович Еллинский               | 1796–1855   |
| 10      | 1833–1836             | Johann Christian Kroneberg                                | zweite Amtszeit                          | 1788–1838   |
| 11      | 1836–1837             | Wassili Sergejewitsch Komlischinski                       | Василий Сергеевич Комлишинский           | 1785–1841   |
| 12      | 1837–1838             | Andrei Fjodorowitsch Pawlowski                            | Андрей Фёдорович Павловский              | 1789–1857   |
| 13      | 1839–1841             | Alexei Wassiljewitsch Kunizyn                             | Алексе́й Васи́льевич Куни́цын               | 1807–1883   |
| 14      | 1841–1849             | Petro Hulak-Artemowskyj                                   | Петро Петрович Гулак-Артемовський        | 1790–1865   |
| 15      | 1849–1850             | Alexei Wassiljewitsch Kunizyn                             | zweite Amtszeit                          | 1807–1883   |
| 16      | 1850–1852             | Alexander Iwanowitsch Paljumbezki                         | Александр Иванович Палюмбецкий           | 1811–1897   |
| 17      | 1852–1853             | Alexei Wassiljewitsch Kunizyn                             | dritte Amtszeit                          | 1807–1883   |
| 18      | 1853–1858             | Karl Karlowitsch Foigt                                    | Карл Карлович Фойгт                      | 1808–1873   |
| 19      | 1858–1862             | Alexander Petrowitsch Roslawski-Petrowski                 | Алекса́ндр Петро́вич Рославский-Петровский | 1816–1872   |
| 20      | 1862–1872             | Wladimir Ioakimowitsch Kotschetow                         | Влади́мир Иоаки́мович Ко́четов              | 1820–1893   |
| 21      | 1872–1873             | Alexander Iwanowitsch Paljumbezki                         | zweite Amtszeit                          | 1811–1897   |
| 22      | 1873–1881             | Adolf Samoilowitsch Pitra                                 | Адо́льф Само́йлович Питра                  | 1830–1889   |
| 23      | 1881–1884             | Hryhorij Zechanowezkyj                                    | Григорій Матвійович Цехановецький        | 1833–1898   |
| 24      | 1884–1890             | Iwan Petrowitsch Schtschelkow                             | Иван Петрович Щелков                     | 1833–1909   |
| 25      | 1890–1899             | Michail Martynowitsch Alexeienko                          | Михаил Мартынович Алексеенко             | 1847–1917   |
| 26      | 1899–1901             | Berndt Herman Ivar Lagermarck                             | Ге́рман Ива́нович Лагермарк                | 1843–1907   |
| 27      | 1901–1905             | Nikolai Ossipowitsch Kuplewaski                           | Николай Осипович Куплеваский             | 1847–1917   |
| 28      | 1905–1906             | Ljudwig Wassiljewitsch Reingard (Ludwig Wilhelm Reinhard) | Людвиг Васильевич Рейнгард               | 1847–1920   |
| 29      | 1906–1911             | Dmytro Bahalij                                            | Дмитро Іванович Багалій                  | 1857–1932   |
| 30      | 1912–1918             | Iwan Wjatscheslawowitsch Netuschil                        | Иван Вячеславович Нетушил                | 1850–1928   |
| 31      | 1918–1920             | Porfiri Petrowitsch Pjatnizki                             | Порфирий Петрович Пятницкий              | 1859–1940   |
| 32      | 1919–1920             | Wolodymyr Lewytskyj                                       | Володимир Фавстович Левитський           | 1854–1939   |
| 33      | 1920–1922             | Antoni-Bonifazi Pawlowitsch Pscheborski                   | Антоний-Бонифаций Павлович Пшеборский    | 1871–1941   |
| 34      | 1922–1924             | Semen Strelbyzkyj                                         | Семен Дементійович Стрельбицький         | 1875–1937   |
| 35      | 1924–1930             | Miroslaw Stepanowitsch Gawrilow                           | Мирослав Степанович Гаврилов             | 1885–1932   |
| 36      | 1930–1934             | Jakow Semjonowitsch Bludow                                | Яков Семёнович Блудов                    | 1897–1984   |
| 37      | 1934–1937             | Alexei Iwanowitsch Neforosni                              | Алексей Иванович Нефоросний              | 1897–1937   |
| 38      | 1937–1938             | Lasar Israiljewitsch Gurewitsch                           | Лазарь Израильевич Гуревич               | 1894–1966   |
| 39      | 1938–1942             | Alexander Wassiljewitsch Sasonow                          | Александр Васильевич Сазонов             | 1897–1980?  |
| -       | 1941–1942 (Charkow)   | Andrei Wladimirowitsch Schelechowski                      | Андрей Владимирович Желеховский          | 1882–1943   |
| -       | 1942–1943 (Charkow)   | Michail Alexejewitsch Wetuchow                            | Михаил Алексеевич Ветухов                | 1902–1959   |
| 40      | 1942–1943 (Qysylorda) | Alexei Nikititsch Rusko                                   | Алексей Никитич Русько                   | 1906–1964   |
| 41      | 1943–1945             | Mykola Barabaschow                                        | Микола Павлович Барабашов                | 1894–1971   |
| 42      | 1945–1960             | Iwan Nikolajewitsch Bulankin                              | Ива́н Никола́евич Була́нкин                 | 1901–1960   |
| 43      | 1960–1966             | Wolodymyr Lawruschyn                                      | Володи́мир Фе́дорович Лавру́шин             | 1912–2003   |
| 44      | 1966–1975             | Wolodymyr Chotkewytsch                                    | Володимир Гнатович Хоткевич              | 1913–1982   |
| 45      | 1975–1993             | Iwan Tarapow                                              | Иван Евгеньевич Тарапов                  | 1926–2002   |
| 46      | 1993–1998             | Wassylyj Swytsch                                          | Василий Антонович Свич                   | 1937–2018   |
| 47      | 1998–                 | Wil Bakirow                                               | Віль Савбанович Бакіров                  | 1946–       |
| 48      | seit 2021             | Tatyana Kaganovska                                        | Кагановська Тетяна Євгеніївна            |             |

Quelle: